# Yeah!
Yeah! is een single van de Amerikaanse R&B-zanger Usher. Hij is uitgebracht in 2004 en is de eerste single van het album Confessions. De single is geproduceerd door Lil' Jon en bevat een optreden van rapper Ludacris.
Twee maanden voor het uitbrengen van Confessions (23 maart 2004) werd Yeah! uitgebracht. Het was de eerste single van Usher sinds twee jaar. De single werd een wereldwijd succes: in tal van landen, waaronder Nederland, werd de nummer 1-positie bereikt. Yeah! bleef 12 weken op 1 staan in de Amerikaanse Billboard Hot 100 en was daarmee de comeback van Usher. De single bevat een sterke crunkstijl (een bepaalde beat, beïnvloed door stijlen uit het zuiden van de Verenigde Staten). Daarmee is de invloed van Lil' Jon (van origine uit Atlanta) goed te horen.
De videoclip speelt zich af in een discotheek en draait om Usher die met anderen op de dansvloer staat. Ook Ludacris en Lil' Jon komen in de clip voor. In de clip is ook Chingy en Fonzworth Bentley (Diddy’s butler) te zien.

## Track listing
- cd-single deel 1 (Groot-Brittannië)

1. "Yeah!" 4:10
2. "Red Light" 4:48

- cd-single deel 2 (Groot-Brittannië)

1. "Yeah!" 4:10
2. "Red Light" 4:48
3. "Sweet Lies" 4:09
4. "Yeah!" 4:09

## Hitnotering
| "Yeah!" in de Nederlandse Top 40 - binnen: 13 maart 2004 | "Yeah!" in de Nederlandse Top 40 - binnen: 13 maart 2004 | "Yeah!" in de Nederlandse Top 40 - binnen: 13 maart 2004 | "Yeah!" in de Nederlandse Top 40 - binnen: 13 maart 2004 | "Yeah!" in de Nederlandse Top 40 - binnen: 13 maart 2004 | "Yeah!" in de Nederlandse Top 40 - binnen: 13 maart 2004 | "Yeah!" in de Nederlandse Top 40 - binnen: 13 maart 2004 | "Yeah!" in de Nederlandse Top 40 - binnen: 13 maart 2004 | "Yeah!" in de Nederlandse Top 40 - binnen: 13 maart 2004 | "Yeah!" in de Nederlandse Top 40 - binnen: 13 maart 2004 | "Yeah!" in de Nederlandse Top 40 - binnen: 13 maart 2004 | "Yeah!" in de Nederlandse Top 40 - binnen: 13 maart 2004 | "Yeah!" in de Nederlandse Top 40 - binnen: 13 maart 2004 | "Yeah!" in de Nederlandse Top 40 - binnen: 13 maart 2004 | "Yeah!" in de Nederlandse Top 40 - binnen: 13 maart 2004 | "Yeah!" in de Nederlandse Top 40 - binnen: 13 maart 2004 | "Yeah!" in de Nederlandse Top 40 - binnen: 13 maart 2004 |
| Week                                                     | 1                                                        | 2                                                        | 3                                                        | 4                                                        | 5                                                        | 6                                                        | 7                                                        | 8                                                        | 9                                                        | 10                                                       | 11                                                       | 12                                                       | 13                                                       | 14                                                       | 15                                                       |                                                          |
| -------------------------------------------------------- | -------------------------------------------------------- | -------------------------------------------------------- | -------------------------------------------------------- | -------------------------------------------------------- | -------------------------------------------------------- | -------------------------------------------------------- | -------------------------------------------------------- | -------------------------------------------------------- | -------------------------------------------------------- | -------------------------------------------------------- | -------------------------------------------------------- | -------------------------------------------------------- | -------------------------------------------------------- | -------------------------------------------------------- | -------------------------------------------------------- | -------------------------------------------------------- |
| Nummer                                                   | 31                                                       | 10                                                       | 1                                                        | 1                                                        | 1                                                        | 1                                                        | 2                                                        | 2                                                        | 2                                                        | 3                                                        | 7                                                        | 10                                                       | 12                                                       | 20                                                       | 25                                                       | uit                                                      |